# ユーリー・ボルザコフスキー
ユーリー・ボルザコフスキー （ロシア語: Юрий Михайлович Борзаковский、ローマ字:Yuriy Mikhailovich Borzakovskiy、1981年4月12日 - ）は、ロシアの陸上競技選手。2000年代に活躍した中距離選手で、2004年アテネオリンピックの金メダリストである。モスクワ州クラトヴォ出身。
アテネオリンピックでは、前半は後方に待機し、残り200mくらいになってから、キック力を生かし我慢強く選手をキャッチアップしてゆき、ついには金メダルを手にした。
彼の末足はよく知られているが、その戦略は往年のスティーブ・クラムを思い起こさせる。

## 主な実績
| 年   | 大会                               | 場所                         | 場所 | 種目      | 記録      |
| ---- | ---------------------------------- | ---------------------------- | ---- | --------- | --------- |
| 1999 | ヨーロッパジュニア陸上選手権       | リガ（ラトビア）             | 800m | 1位       | 1分50秒38 |
| 2000 | ヨーロッパ室内陸上選手権           | ヘント（ベルギー）           | 800m | 1位       | 1分47秒92 |
| 2000 | オリンピック                       | シドニー（オーストラリア）   | 800m | 6位       | 1分45秒83 |
| 2001 | 世界室内陸上選手権                 | リスボン（ポルトガル）       | 800m | 1位       | 1分44秒49 |
| 2001 | IAAFグランプリファイナル           | メルボルン（オーストラリア） | 800m | 2位       | 1分46秒78 |
| 2003 | 世界陸上選手権                     | パリ（フランス）             | 800m | 2位       | 1分44秒84 |
| 2004 | オリンピック                       | アテネ（ギリシャ）           | 800m | 1位       | 1分44秒45 |
| 2005 | 世界陸上選手権                     | ヘルシンキ（フィンランド）   | 800m | 2位       | 1分44秒51 |
| 2005 | IAAFワールドアスレチックファイナル | モンテカルロ（モナコ）       | 800m | 3位       | 1分47秒18 |
| 2006 | 世界室内陸上選手権                 | モスクワ（ロシア）           | 800m | 3位       | 1分47秒38 |
| 2007 | 世界陸上選手権                     | 大阪（日本）                 | 800m | 3位       | 1分47秒39 |
| 2008 | オリンピック                       | 北京（中国）                 | 800m | 3位（sf） | 1分46秒53 |
| 2011 | 世界陸上選手権                     | 大邱（韓国）                 | 800m | 3位       | 1分44秒49 |

- sfは準決勝

## 自己ベスト
- 200m - 22秒56 (1999年)
- 400m - 45秒84 (2000年)
- 800m - 1分42秒47 (2001年)
- 1000m - 2分15秒50 (2008年)
- 1,500m - 3分42秒27 (2013年)